# (37341) 2001 SO16
2001 SO16 (asteroide 37341) é um asteroide da cintura principal. Possui uma excentricidade de 0.14722340 e uma inclinação de 7.03663º.
Este asteroide foi descoberto no dia 16 de setembro de 2001 por LINEAR em Socorro.